# ولی محمد
ولی محمد، روستایی از توابع بخش مرکزی شهرستان کبودرآهنگ در استان همدان ایران است. وجه تسمیه آن بعلت حضور دو شخص بنام‌های ولی و محمد بوده که روستا را آباد نموده‌اند. این روستا از توابع بخش مرکزی شهرستان کبودراهنگ، دهستان کوهین و در فاصله ۴۰ کیلومتری شهر کبودراهنگ و ۶۳ کیلومتری شهر همدان واقع شده ‌است. و در مسیر جاده ابریشم قرار داشته. این روستا دارای آب و هوای سرد و خشک کوهستانی می‌باشد. از سمت شمال به روستای کوهین، از سمت غرب به روستای قوره‌جینه، از شرق به روستای طاهرلو و از جنوب به روستای گنبدان مشرف می‌باشد.
از محصولات کشاورزی این روستا می‌توان به گندم، جو، بادام درختی ، انگور ، نخود و محصولات جالیزی مخصوصا خیار اشاره کرد.
از مشاهیر این روستا معمار معروف (تقی افشین) و (رضا قره)  را می توان نام برد.در این روستا مصطفی احمدی بخش پسری شجاع وجود دارد.

## جمعیت
این روستا در دهستان کوهین قرار دارد و براساس سرشماری مرکز آمار ایران در سال ۱۳۹۵، جمعیت آن ۵۳۲ نفر (۱۶۴خانوار) بوده‌است.